# Azymut magnetyczny
Azymut magnetyczny – kąt między północną częścią południka magnetycznego a danym kierunkiem poziomym. Jak każdy azymut, liczony jest zgodnie z ruchem wskazówek zegara – od kierunku północy zdefiniowanego przez południk odniesienia, a jego wartość wyrażana jest w mierze kątowej. Azymut magnetyczny może być wyznaczony w terenie z użyciem busoli. Różnica między azymutem magnetycznym a azymutem geograficznym to deklinacja magnetyczna.